# Roger Bambuck
Célicien Alexandre Roger Bambuck (* 22. November 1945 in Pointe-à-Pitre, Guadeloupe) ist ein ehemaliger französischer Leichtathlet. Bei einer Körpergröße von 1,80 m betrug sein Wettkampfgewicht 70 kg.

## Sportliche Karriere
Bei den Olympischen Spielen 1964 in Tokio erreichte Bambuck im 100-Meter-Lauf das Viertelfinale und im 200-Meter-Lauf das Halbfinale.
Sein Durchbruch zur internationalen Spitze gelang Roger Bambuck bei den Europameisterschaften 1966 in Budapest. Im 100-Meter-Lauf wurde er in 10,5 s Zweiter hinter dem Polen Wiesław Maniak. Im 200-Meter-Lauf gewann er in 20,9 s vor dem Polen Marian Dudziak. Die französische 4-mal-100-Meter-Staffel in der Aufstellung Marc Berger, Jocelyn Delecour, Claude Piquemal und Roger Bambuck gewann in 39,4 s vor der Staffel aus der Sowjetunion, nachdem die Polen bereits im Vorlauf ausgeschieden waren.
1968 nahm Roger Bambuck an den Meisterschaften der US-amerikanischen Amateur Athletic Union in Sacramento teil. Am 20. Juni 1968 im vierten Vorlauf über 100 Meter wurde er hinter Charles Greene Zweiter und beide Läufer stellten den Weltrekord von 10,0 s ein. Bambuck war damit der zweite Europäer nach Armin Hary, der 10,0 s gelaufen war. Nach etwas mehr als einer Stunde war Bambuck seinen Weltrekord wieder los, als Jim Hines und Ronnie Ray Smith im ersten Halbfinale den Weltrekord auf 9,9 s senkten. Im zweiten Halbfinale lief auch Charlie Greene 9,9 s und Roger Bambuck kam mit 10,0 s als Dritter gerade noch ins Finale. Im Finale wurden sechs Läufer mit 10,0 s gestoppt, darunter Bambuck als Vierter. In Sacramento wurden auch elektronische Zeiten genommen, Bambucks Zeiten waren 10,28 s im Vorlauf, 10,21 s im Halbfinale und 10,18 s im Finale. 
Bei den Olympischen Spielen 1968 in Mexiko-Stadt wurden erstmals die elektronisch gemessenen Zeiten gewertet und ohne Vorschaltwerte mit den noch üblichen handgestoppten Zeiten in der gleichen Bestenliste geführt. Jim Hines lief im Finale 9,95 s, was einstweilen als Einstellung des handgestoppten Weltrekordes von 9,9 s gewertet wurde, ab 1. Januar 1977 wurden nur noch elektronische Zeiten geführt und die 9,95 s waren dann von 1977 bis 1983 alleiniger Weltrekord. Bei Roger Bambuck war die Situation noch kurioser, während er nur etwa eine Stunde Weltrekordler war, hielt sein französischer Rekord aus Sacramento. Seine elektronische Zeit von 10,11 s aus dem ersten olympischen Halbfinale wurden als 10,1 s gewertet und erst 1977 alleiniger französischer Rekord, der dann aber noch mehr als zehn Jahre bestehen sollte. Im Finale von Mexiko-Stadt wurde Bambuck mit 10,15 s Fünfter. Der in Guadeloupe geborene Sprinter war der einzige "Europäer" im Finale.
Den gleichen Platz belegte er nach 20,51 s auch im Finale des 200-Meter-Laufs, wobei er im Halbfinale mit 20,47 s noch schneller war. Die französische Staffel in der Aufstellung Gérard Fenouil, Delecour, Piquemal und Bambuck gewann in 38,43 s Bronze.
Roger Bambuck war in den Jahren 1965 bis 1968 französischer Meister über 100 und 200 Meter. Nachdem er 1969 gar nicht antrat, startete er 1970 letztmals. Danach beendete der vielleicht beste französische Sprinter aller Zeiten seine sportliche Karriere.

## Politik
Von 1988 bis 1992 war Roger Bambuck Staatssekretär für Jugend und Familie im Kabinett von Michel Rocard. Seither ist Bambuck im Centre national de la recherche scientifique für Sport zuständig. Er gehört zu den Vertretern Frankreichs bei der UNESCO.